# 拉梅奇号驱逐舰
拉梅奇号驱逐舰（USS Ramage (DDG-61)）是美国海军阿利·伯克级驱逐舰的第十一艘，以海军中将劳森·P·拉梅奇命名。
拉梅奇号驱逐舰于1993年1月4日在密西西比州帕斯卡古拉的英戈尔斯造船厂安放龙骨，1994年2月1日下水，1995年7月22日服役，母港为弗吉尼亚州诺福克海军基地。